# ام‌وی رادودنران
ام‌وی رادودنران (به انگلیسی: MV Rhododendron) یک کشتی است که طول آن ۲۲۷ فوت ۶ اینچ (۶۹٫۳ متر) می‌باشد. این کشتی در سال ۱۹۴۷ ساخته شد.